# Анка Басараб
Анка Басараб, както и Анна Анка, е влашка принцеса от династията Басараб и царица на Душановото царство, съпруга на цар Стефан Урош.
Анка е дъщеря на влашкия велик войвода Николае Александру Басараб (1352-1364) от втората му съпруга католичката Клара. От този брак Анка има по-голяма сестра Анна Слава, която е омъжена за Иван Срацимир. Баща ѝ е брат на Теодора Басараб, първа съпруга на цар Иван Александър и майка на Иван Срацимир. Сключва династичен брак с първия братовчед на цар Иван Срацимир - цар Стефан Урош някъде около 1356 година, заедно със сестра си Анна. По всяка вероятност бракът между Анка и Стефан Урош, заедно с този между Анна и Иван Срацимир е и реакция на Елена Българска срещу развода между брат ѝ Иван Александър и Теодора Басараб и цели да отслаби позициите на новата търновска царица, еврейката Сара. Не е известна ролята, която Теодора Басараб и Елена изиграват за уреждането на едновременните династични бракове между сестрите Анна и Анка, и същевременно племеннички на Теодора Бесараб, със синовете на двете – Иван и Стефан, но символично това е реакция срещу новата Търновска Теодора – еврейката Сара.
Анка Басараб и Стефан Урош нямат деца от брака си, сключен в периода 1356 - 1360 година. След смъртта на съпруга си не напуска страната, а се установява в манастир, приемайки монашеското име Елена.